# Anton Erkoreka
Anton Erkoreka (Bermeo, Vizcaya, 17 de noviembre de 1950) es historiador de la medicina y etnógrafo español, actual director del Museo Vasco de Historia de la Medicina y de las Ciencias, situado en la Universidad del País Vasco. Sus áreas de investigación son la historia de las enfermedades, principalmente la pandemia de gripe española, la medicina popular, antropología y el estudio de las poblaciones humanas.